# Cicale/Mr. pulce
Cicale/Mr. Pulce è un 45 giri di Heather Parisi pubblicato nel 1981 dalla CGD. È stato uno dei singoli più famosi della cantante italo-americana.

## Descrizione
Cicale ebbe come autori sia del testo che della musica Alberto Testa, Tony De Vita, Silvio Testi (pseudonimo di Silvio Capitta), Franco Miseria e Antonio Ricci, che collaborò al testo (Fonte SIAE). Nata per essere la sigla della trasmissione televisiva Fantastico 2 del 1981, venne interpretata da Heather Parisi, che era anche alla conduzione del programma. La canzone, dal testo apparentemente nonsense e volutamente "sgrammaticato" ("...per cui la quale/ ci cale ci cale ci cale"), non prende spunto dalla favola La cicala e la formica come alcuni pensano, ma, spiegò in alcuni scritti Alberto Testa, 'ci cale' è una espressione derivata dal verbo calere che ben si prestava al gioco di parole con 'cicale'. Il significato diventa, quindi, chiaro: 'del carnevale ci cale (ci importa, ci piace l'allegria), non ci cale (non ci importa) mica tanto di chi fa il pianto (i piagnistei)'. In questo gioco di parole fra 'ci cale' e 'cicale' nella coreografia (realizzata da Franco Miseria) sulla quale danzava la Parisi  venivano sfregate le mani, chiuse a pugno, sul busto, quasi a voler imitare il modo in cui le cicale emettono il proprio canto. 
Gli stessi autori, escluso Ricci, collaborarono alla realizzazione di  Mr. Pulce sia per il testo che per la musica. (Fonte Siae)
Inoltre in questo brano la batteria è di Lele Melotti.

## Il disco
Registrato negli studi di registrazione "Umbi Studios" da Maurizio Maggi con gli
arrangiamenti di Fio Zanotti, fu pubblicato su disco 45 giri, con il brano Mr. Pulce come lato B. Nel disco è riportato che la produzione è di Silvio Testi e Franco Miseria, la distribuzione della CGD Messaggerie Musicali. Il disco fu primo nella classifica settimanale dei 45 giri più venduti per quattro settimane e risultò essere il sedicesimo disco più venduto di quell'anno,, ottennendo un disco d'oro.
Successivamente Cicale e Mr. Pulce furono inseriti in un concept album della Parisi, pubblicato dalla CGD ed intitolato Cicale & Company, interamente ispirato al mondo degli insetti. Ad oggi Cicale rimane uno dei brani più conosciuti di Heather Parisi.

## Tracce
1. Cicale
2. Mr. Pulce